# Lycée La Bourdonnais
Pour les articles homonymes, voir La Bourdonnais.
 (juillet 2023).
La mise en forme du texte ne suit pas les recommandations de Wikipédia : il faut le « wikifier ».
Les points d'amélioration suivants sont les cas les plus fréquents. Le détail des points à revoir est peut-être précisé sur la page de discussion.
- Les titres sont pré-formatés par le logiciel. Ils ne sont ni en capitales, ni en gras.
- Le texte ne doit pas être écrit en capitales (les noms de famille non plus), ni en gras, ni en italique, ni en « petit »…
- Le gras n'est utilisé que pour surligner le titre de l'article dans l'introduction, une seule fois.
- L'italique est rarement utilisé : mots en langue étrangère, titres d'œuvres, noms de bateaux, etc.
- Les citations ne sont pas en italique mais en corps de texte normal. Elles sont entourées par des guillemets français : « et ».
- Les listes à puces sont à éviter, des paragraphes rédigés étant largement préférés. Les tableaux sont à réserver à la présentation de données structurées (résultats, etc.).
- Les appels de note de bas de page (petits chiffres en exposant, introduits par l'outil «  Source ») sont à placer entre la fin de phrase et le point final[comme ça].
- Les liens internes (vers d'autres articles de Wikipédia) sont à choisir avec parcimonie. Créez des liens vers des articles approfondissant le sujet. Les termes génériques sans rapport avec le sujet sont à éviter, ainsi que les répétitions de liens vers un même terme.
- Les liens externes sont à placer uniquement dans une section « Liens externes », à la fin de l'article. Ces liens sont à choisir avec parcimonie suivant les règles définies. Si un lien sert de source à l'article, son insertion dans le texte est à faire par les notes de bas de page.
- La présentation des références doit suivre les conventions bibliographiques. Il est recommandé d'utiliser les modèles {{Ouvrage}}, {{Chapitre}}, {{Article}}, {{Lien web}} et/ou {{Bibliographie}}. Le mode d'édition visuel peut mettre en forme automatiquement les références.
- Insérer une infobox (cadre d'informations à droite) n'est pas obligatoire pour parachever la mise en page.

Pour une aide détaillée, merci de consulter Aide:Wikification.
Si vous pensez que ces points ont été résolus, vous pouvez retirer ce bandeau et améliorer la mise en forme d'un autre article.
Le  lycée La Bourdonnais est un établissement mauricien d'enseignement français à l'étranger situé à Curepipe, Maurice.
C'est un lycée mauricien d'enseignement français de l'étranger à scolarité payante. Son taux élevé de réussite au baccalauréat (100 % en 2010 et en 2014) en fait l'un des lycées français de l'étranger les plus réputés. En 2021, il affichait 100% de réussite au DNB et au baccalauréat général et technologique.

## Historique
Le lycée a été fondé en 1952 sous le nom de « Collège La Bourdonnais » à l'initiative de parents franco-mauriciens regroupés au sein de « L’Amicale des Parents et Amis du Collège La Bourdonnais », laquelle association ouvre une classe dans des dépendances de la propriété du docteur Rey à Curepipe.
À la rentrée de septembre 1953, une soixantaine d'élèves se retrouve dans une ancienne maison de style colonial en bois louée par l'association. La maison sera détruite par un cyclone. En 1961, le collège s'installe dans des bâtiments achetés et construits par la Compagnie Lycée La Bourdonnais rue Sainte-Thérèse, avec l'aide de l'Alliance française et d'un prêt du gouvernement colonial mauricien, ainsi que de dons privés. Il déménage dans de nouveaux locaux du quartier de Forest-Side pour la rentrée 1974. Les classes de la maternelle et du primaire sont transférées en 2001 dans un nouveau complexe à proximité, tandis que les autres bâtiments sont rénovés. L'établissement est la propriété de la Compagnie Lycée La Bourdonnais dont le président est M. Henri de Chazal. Le lycée est lié par une convention avec l'AEFE qui a été renouvelée à compter du 1er septembre 2018 pour une durée de 5 ans reconductible par voie d'avenant.[réf. nécessaire]
Le lycée porte le nom d'un ancien gouverneur de l'Isle de France, Bertrand-François Mahé de La Bourdonnais.

## Aujourd'hui[Quand?]
Le Lycée La Bourdonnais est le seul établissement à programme français homologué par l'Éducation Nationale à Maurice, qui scolarise de la maternelle (GS) jusqu'à la terminale.[réf. nécessaire]
A la rentrée 2021 le lycée scolarise 1450 élèves dont 882 dans le secondaire et 568 au primaire. L'ambassade de France, par l'intermédiaire de son service de coopération et d'action culturelle (SCAC), assure la tutelle de l'établissement qui a signé une convention avec l'Agence pour l'enseignement français à l'étranger AEFE. A ce titre le lycée reçoit des personnels d'encadrement et d'enseignement français en plus des personnels et enseignants locaux. Il prépare ses élèves aux examens du DNB et du baccalauréat général et technologique. C'est un établissement d'enseignement plurilingue (anglais, espagnol, allemand, mandarin et russe) doté d'une section européenne anglais. Depuis la rentrée 2021 il dispose d'une section internationale britannique. Cela fait du Lycée La Bourdonnais un établissement international. Toutes les catégories sociales et communautaires sont représentées. 32 % des élèves sont de nationalité française ou de double nationalité; 66 % ont la nationalité mauricienne ; 2 % autres. 20% des élèves français ou bi-nationaux ont bénéficié d'une aide financière de l'Etat français (bourses) pour leur scolarité en 2021-2022. Le corps enseignant est composé de 116 équivalent temps plein (ETP) dont 29 % d'expatriés ou résidents (enseignants détachés par l'Etat français) et l'ensemble du personnel est à 71 % originaire de l'île Maurice.[réf. nécessaire]